# Menuthia
Menuthia é um gênero de mariposa pertencente à família Crambidae.